# Albrecht Georg Walch

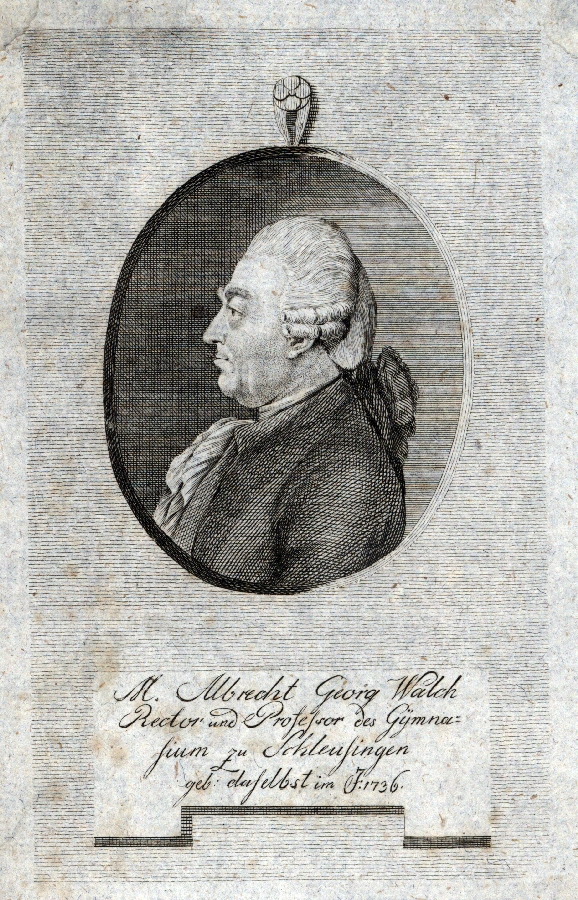
Albrecht Georg Walch

Albrecht Georg Walch (* 2. Juni 1736 in Schleusingen; † 5. Januar 1822 ebenda) war ein deutscher Pädagoge.

## Leben
Albrecht Georg Walch war der Sohn von Georg Ernst Walch (1696–1769), Rektor am Gymnasium (heute: Hennebergisches Gymnasium „Georg Ernst“) in Schleusingen.
Er besuchte das Gymnasium in Schleusingen und studierte anschließend an der Universität Jena.
1761 erhielt er seinen Magister und wurde noch im gleichen Jahr als dritter Lehrer am Gymnasium Schleusingen eingestellt. 1764 erfolgte seine Beförderung zum Konrektor und 1769 zum Rektor und zum Professor der Philosophie und Mathematik.
Er führte Naturwissenschaften und neuzeitliche Sprachen am Gymnasium ein und vermachte der Schulbibliothek fast 2.000 Bände.
Albrecht Georg Walch war verheiratet mit Marianna Augusta, Tochter von Regierungsrat Dr. jur. Johann Friedrich Hauswaldt (1710–1761).
Er hatte keine Nachkommen.

### Wirken als Schriftsteller
Er veröffentlichte pädagogische Schriften und beschrieb eingehend die Geschichte des Schleusinger Gymnasiums und des zuständigen Oberaufseheramtes. Er publizierte auch verschiedene Aufsätze in den Jahren 1802 und 1804 im Herzoglich-Sachsen-Coburg-Meiningischen gemeinnützigem Taschenbuch.

## Auszeichnungen und Ehrungen
- Anlässlich seines fünfzigjährigen Jubelfestes als Rektor erhielt er im Juli 1819 vom preußischen König Friedrich Wilhelm III. das Ritterkreuz des Roten Adlerordens 3. Klasse und vom sächsischen König Friedrich August I. die große goldene Verdienstmedaille.

## Schriften (Auswahl)
- Betrachtungen über die Kriegskunst der Alten und Neuern. Schleusingen: Fleischerische Schriften, 1768.
- Von einigen alten deutschen Büchern der Schleusingischen Bibliothek. Müller und Brückner 1772.
- De eo quod nimium est in imitatione Homeri Virgiliana meletema criticum. Schleusingae, 1773.
- An seine Mitbürger nach dem großen Brand in der Nacht vor dem 29sten Dec. 1773: Eine Einladungsschrift / von M. Albr. Georg Walch Chur- und Fürstl. Sächßl. Professor der Philosophie und Mathematik und des Hennebergischen Gymnasiums Rector. Schleusingen: Joh. Georg Müller und Brückner, 1774.
- Psychologiae Ciceronianae specimen. Schleusinga, 1776.
- Albrecht Georg Walch; Johannes Gottgetreu Müller: Notitia Archidiaconorum Et Diaconorum Schleusingensium: Simul Ad Benevole Auscultandas Orationes Binas Gratulatorias M. Jo. Gottgetreu Muller Quinquagesimum Natalem Muneris Sacri Primum Suscepti Celebranti In Gymnasio Hennebergico D. XXII. Oct. MDCCLXXVII. Habendas. Silusiae: Mullerus, 1777.
- Über einige Extreme in der ältern und neuesten Erziehungsart. Schleusingen, 1785.
- Über das frühe Eilen auf die Universität. Schleusingen, 1788.
- Illustrantur loca aliquot librorum Novi Testamenti ex Euripidis Alcestide. Schleusingae, 1789.
- Enthaltend eine Beschreibung der vornehmsten erblichen deutschen Fürstenhäuser und ihrer Länder.  Göttingen: Dieterich, 1789.
- Über das geographische Flächenmaß. Schleusingen, 1791.
- Genealogisch-historisches Lesebuch für die Jugend zur Kenntnis der Europäischen Regenten, ihrer Häuser und Länder. Göttingen: Dieterich, 1792.
- Symbolae quaedam lexicographicae. Schleusingae, 1797.
- Über den religiösen Gesang der Christen. Schleusingen, 1800.
- Bruchstücke zur Geschichte der hiesigen Commende.  Schleusingen Müller 1803.
- Ausführliche mathematische Geographie - Ein Lesebuch für die Jugend. Göttingen bei Heinrich Dietrich 1807.
- Grundriß der hennebergischen Geschichte. Schleusingen, 1807.
- Das Rectorats-Jubelfest des Herrn Professors Walch, am 12. July 1819 in Schleusingen gefeiert. Eine kurze Beschreibung desselben, nebst den dazu verf. Gedichten, Anreden u. Schriften. Schleusingen Crusen 1819.